# 十月初五日街
十月初五日街（原稱泗𠵼街），位於澳門半島西部，橫跨聖安多尼堂區、大堂區和風順堂區，是澳門其中一條著名街道。北端接沙梨頭海邊街、魚鰓巷、巴素打爾古街與叢慶北街交界，沿途接有沙欄仔街、草堆街與康公廟前地、新馬路、白眼塘橫街等街道，南接十月初五日巷，長約625米，闊約8米。街道名稱是為了紀念葡萄牙第一共和國在1910年10月5日發生的推翻葡萄牙王國的革命（見下文），而舊稱則源自已拆卸的泗𠵼碼頭。而在1940年代澳門四家鼎立的傳統粵式茶樓（分別是遠來、得來、六國、冠男，皆已結業或轉型），其中兩家就位於這條街道。

## 交通

### 巴士

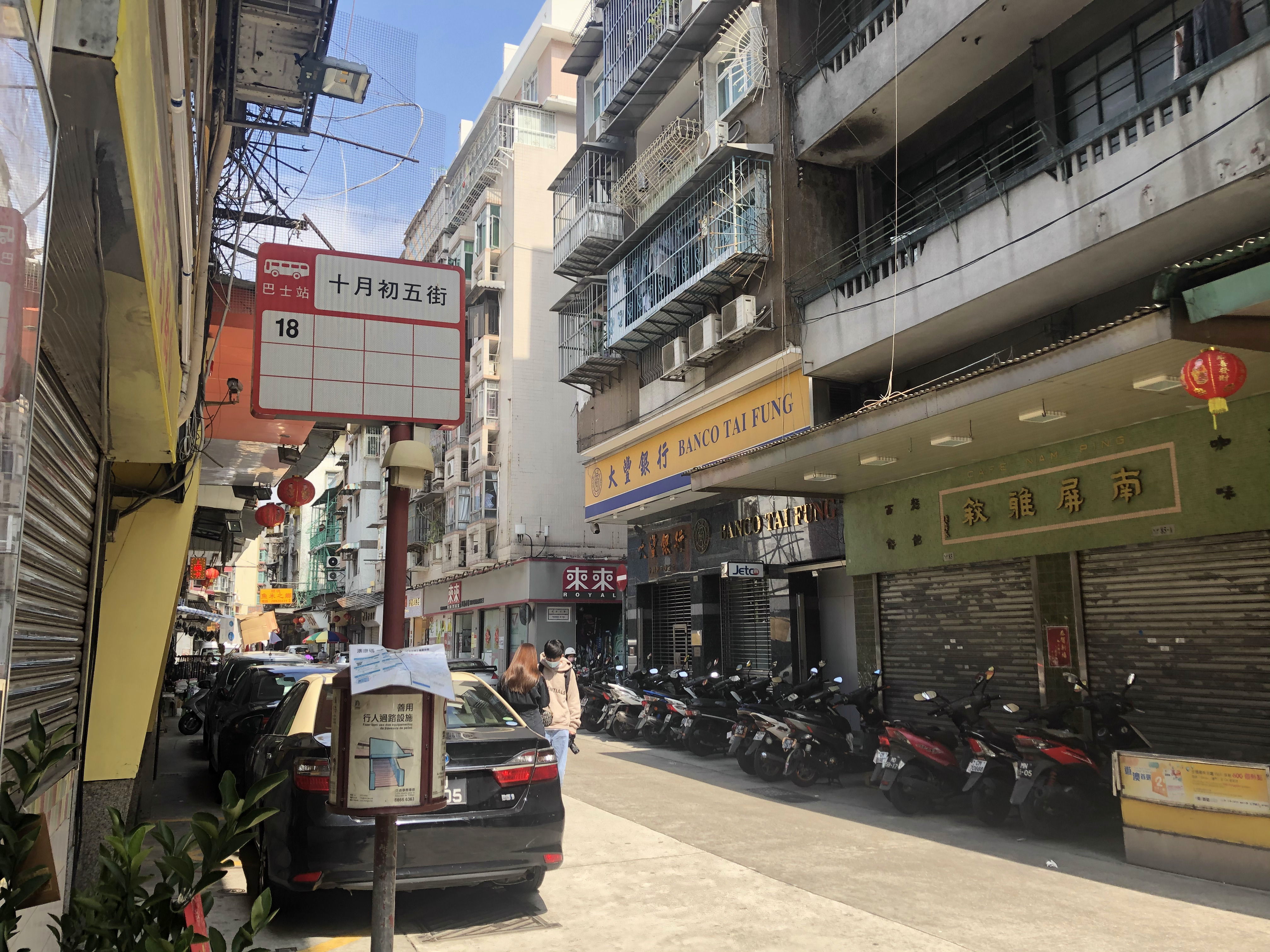
十月初五街巴士站

十月初五日街的巴士站命名與其身處的街道名字不相同，巴士站名稱為「十月初五街」，而並非「十月初五日街」。
M131 十月初五街（R. Cinco Outubro）
路線：18

## 歷史沿革
此處原為北灣凹進的海濱淺灘，從叢慶坊之叢慶北街起至白眼塘口，當時全長只有約500米左右。由於在近沙欄仔處則建有泗𠵼碼頭，故街道取名為「泗𠵼街」，街道中段則有泗𠵼街市、德生按和康真君廟（俗稱「康公廟」）。至清同治年間，清平直街與白眼塘一帶被填平後，街道才延長至火船頭街中段。1900年代時，已是澳門相當繁盛的街道。1910年10月5日葡萄牙發生革命起義，推翻帝制建立共和國，後來澳葡政府為紀念此事，在澳門特選一條繁榮街道命名，故選中了泗𠵼街，將之更名為十月初五日街至今，並將每年的10月5日定為澳門公眾假期。「初五」一詞是澳葡當局為了迎合中國人把月頭日子冠「初」字的習慣而作，並非指農曆上的「初五」。

冠男茶樓舊址，現已被拆除

1910年代時，此處在木橋街與白眼塘之間建有兩家傳統民初粵式茶樓──得心茶樓（後在1940年代易手擴為六國）及金龍茶樓（後易手為冠男），當時在澳門頗有名氣，曾有數任澳督光顧。1923年澳門內港一帶被填海，建成巴素打爾古街和爹美刁施拿地大馬路一帶，並興建民房和新碼頭，故泗𠵼碼頭亦被拆卸，只留門壁。附近有「新填地」之稱的通商新街，名稱亦由此而來。

六國茶樓舊址

1920至30年代時，雖然當時已建成新馬路，但因為十月初五街鄰近內港一帶的多個客運碼頭，而船運多以來往廣東中山為主，且南端就近岐關車站，人流興旺，故當時有多數的大商店都仍以這條街為根據地。1930年代再建有新式的得來茶樓（即今大龍鳳茶樓），而在最北端沙梨頭海邊街交界處建成南京街市，自此泗𠵼街市亦被取消。1937年泰興娛樂總公司投得博彩專營權後，便在這條街道開設七妙齋攤館和海源娛樂場。後來在抗日戰爭時中山淪陷，導致澳門與中山的交通幾乎中斷，所以各商戶逐漸從十月初五街遷離或歇業，此街繁盛的景象，漸漸移至新馬路。

## 景況
抗戰爆發之後，這條街道便出現一度蕭條。1976年南京街市遷入水上街市，原址改為澳門工會聯合總會工人康樂館，及至泰興喪失博彩專營權後，海源娛樂場和七妙齋攤館相繼結束。1980年代時這條街再度興旺，街上陸續設有小販攤檔，最高峰時有300多個檔口，廉價售賣衣衫襤褸和水果糧食等。1980年德生按當鋪及1980年代末六國茶樓相繼歇業，兩處原址後來皆被列為受保護文物，而冠男茶樓便成為當時澳門最後一家傳統粵式茶樓。
1995年夏營地街市關閉重建，有關當局便在康公廟前地再建臨時街市，使十月初五街重現街市，至1998年營地街市重建完成後關閉，恢復為前地。1996年，澳門最後一家傳統民初粵式茶樓消失──冠男茶樓搬遷至提督馬路並改為冠男軒美食。1990年代末時經濟低迷，加上當時位於內港的兩家娛樂場（皇宮及金碧）相繼遷出，十月初五街的繁盛程度從此大不如前，攤檔大幅減少，至21世紀初時只剩十數檔，工人康樂館亦被拆卸，街上仍餘一些手信店和特色商店。

康真君廟

有關當局為了振興這條街道，2002年時落實十六浦發展計劃，並舉辦各式各樣的活動，包括2007年的「內港黃金歲月懷舊嘉年華」，以至2009年起間斷舉辦的康公夜市，期望重振昔日十月初五街的繁華景況。
於2017年8月澳門受颱風天鴿的吹襲期間，十月初五街一度成為重災區，街上佈滿倒下的樹木，雜物及垃圾。受到隨後天氣好轉所帶來炎熱高溫影響，街道衛生情況一度惡劣，清理工作延續數天至另一颱風於周日吹襲前後才有所改善。

## 相關街道
| 主要相交 - 沙梨頭海邊街 - 巴素打爾古街 - 沙欄仔街 - 大碼頭街 - 草堆街 - 木橋街 - 新埗頭街 - 亞美打利庇盧大馬路（新馬路） - 白眼塘橫街 | 附近 - 爹美刁施拿地大馬路 - 快艇頭街（米街） - 海邊新街 - 通商新街（新填地） - 庇山耶街（爐石塘） - 清平巷（清平直街） - 福隆新街 - 火船頭街 - 柯邦迪前地（司打口） |

而路環也有一條以10月5日為名的街道，是為十月初五馬路（Avenida de Cinco de Outubro）。

## 重要地點

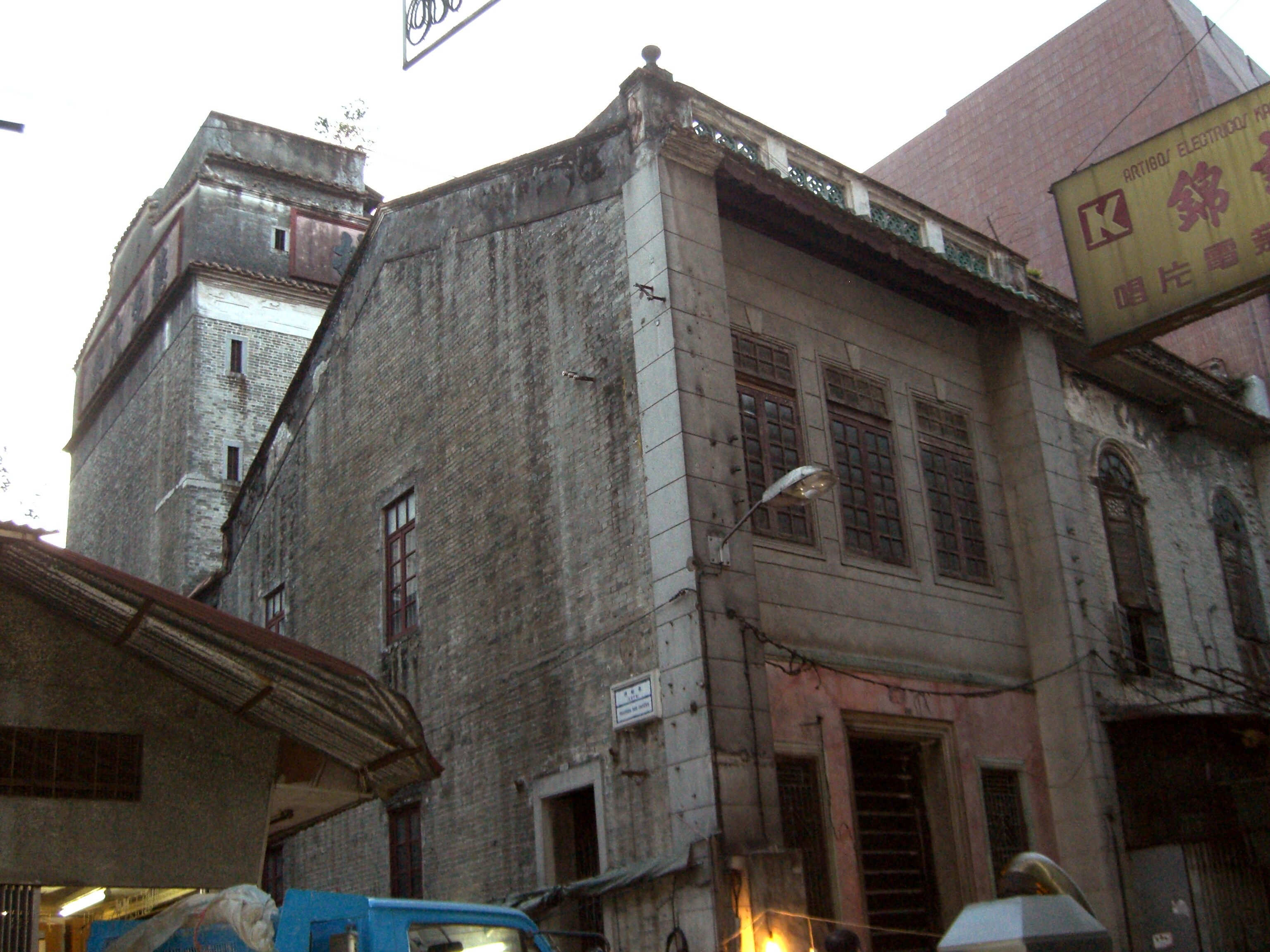
德成按

- 德成按
- 中國國貨公司（原址曾為七妙齋攤館）
- 康真君廟
- 大龍鳳茶樓
- 中藥局（大寧堂）
- 六國茶樓
- 康泰酒店

## 備註

泗𠵼碼頭遺址

1. ↑  習慣上被稱為「十月初五街」，「日」去掉。
2. ↑  「泗」，粵音 /si3/（「試」同音），意即哭泣流涕。
3. ↑  「𠵼」（從「口」旁加「孟」字），粵音 /mang1/（「鯭」同音）或 /mang4/（「萌」同音），意思是在眼皮上的傷痕。
4. ↑  以居民習慣叫法「十月初五街」命名，在澳門較為罕見。
5. ↑  澳門回歸後，10月5日不復為公眾假期。
6. ↑  十月初五馬路位於路環西南部（路環市區西部），南從譚公廟前地起沿海邊至北端的屠場前地，為馬忌士前地（雅憩花園）的所在地。
7. ↑   註:

## 外部連結
- 香港長洲--- 康公真君 聖像（页面存档备份，存于）
- 澳門文物知多少 - 六國飯店
- 澳門文物知多少 - 中藥局
- 澳門文物知多少 - 十月初五街64號當鋪
- . on.cc. 2007年11月30日  [2008年8月17日]. （原始内容存档于2008年9月18日）.

- 康公夜市facebook專頁